# Mārtiņš Rubenis
Mārtiņš Rubenis (* 26. září 1978 Riga, Sovětský svaz) je lotyšský sáňkař, bronzový olympijský medailista z her v Turíně 2006, stříbrný z mistrovství světa 2003, bronzový z roku 2004 a juniorský mistr světa z roku 1998. Kromě individuálních úspěchů vlastní i několik medailí ze závodů družstev.
Rubenis ukončil kariéru po zimních olympijských hrách v roce 2014. Oznámil svůj odchod do důchodu, ale o několik dní později získal bronzovou medaili, která je součástí lotyšského relayového týmu. Režisér Viesturs Kairišs natočil v roce 2009 dokumentální film o Rubenisovi s názvem "Loengrīns no Varka Kru".
Mārtiņš je hudebník a DJ a člen skupiny DJs Värka Kru.

## Ocenění
2011 - Řád tří hvězd
2014 - Atzinības krusts

## Úspěchy
- 1998 - 1. místo ve světovém šampionátu juniorů
- 2000 - 11. místo ve světovém šampionátu
- 2000 - 18. místo Celkový světový pohár
- 2001 - 29. místo ve světovém šampionátu
- 2001 - 25. místo Celkový světový pohár
- 2002 - 15. místo v evropském šampionátu
- 2002 - 34. místo Celkový světový pohár
- 2003 - 2. místo ve světovém šampionátu - týmová soutěž
- 2003 - 2. místo ve světovém šampionátu
- 2003 - 18. místo Celkový světový pohár
- 2004 - 3. místo ve světovém šampionátu
- 2004 - 13. místo Celkový světový pohár
- 2004 - 12. místo celkově Challenge Cup
- 2005 - 11. místo ve světovém šampionátu
- 2005 - 11. místo Celkový světový pohár
- 2005 - 9. místo celkově Challenge Cup
- 2006 - 3. místo v evropském šampionátu - týmová soutěž
- 2006 - 7. místo v evropském šampionátu

## Výsledky olympijských her
1998 - Nagano 1998 14. místo
2002 - Salt Lake City po krachu - DNF
2006 - Turín 3. místo
2010 - Vancouver 11. místo
2014 - Soči 10. místo
2014 - Soči 3. místo Team Relay